# Iglesia de Ejvevi
La iglesia Ejvevi o la iglesia de la Madre de Dios de Ejvevi ( georgiano: ეხვევის ღვთისმშობლის ეკლესია), es un templo de la iglesia Ortodoxa Georgiana del siglo XI en la región georgiana occidental de Imereti de Georgia. Basílica de una sola nave, la iglesia es conocida por la ornamentación de mampostería tallada en las fachadas exteriores. La iglesia está inscrita en la lista de los Monumentos culturales inamovibles de importancia nacional de Georgia.

## Descripción
La iglesia de Ekhvevi se encuentra en una ladera de una montaña en el pueblo de Eto-Ekhvevi, en el valle del río Qvirila, a 10 km al este de la ciudad de Sachkhere, en el municipio de Sachkhere, región de Imericia. La iglesia es una pequeña basílica de un solo cuerpo, dedicada a la Madre de Dios. Está construido con grandes piedras labradas. La iglesia tenía capillas en el norte y en el oeste, todavía existentes en el año 1897; cuando Ekvtime Taqaishvili visitó la iglesia en 1920, se habían perdido en los proyectos de reconstrucción.

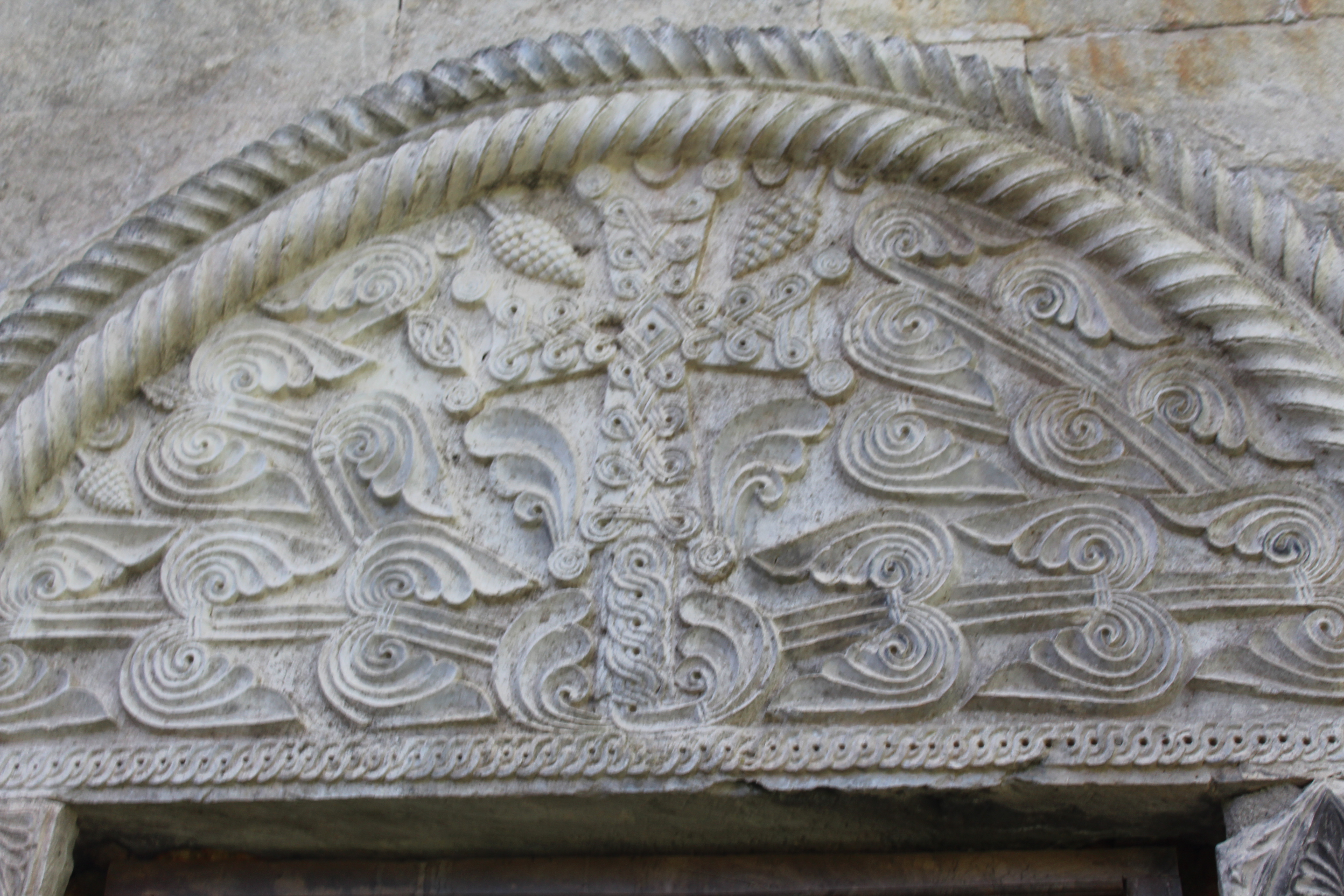
Iglesia de Ekhvevi. Tímpano norte.

En el ábside, a cada lado de las ventanas, hay un pequeño nicho, y encima de los nichos hay grandes y profundos huecos en dos niveles. Los niveles inferiores se abren hacia el este por pequeñas ventanas oblongas y estrechas, con arquivoltas simplemente talladas. Los pisos superiores de los nichos sirven como sacrarium(pilas) y tienen pequeñas aberturas redondas. La planta inferior comunica con la superior por medio de una abertura cuadrada, cubierta por una losa de piedra desmontable. El techo de la iglesia de bóveda de cañón se apoya sobre tres arcos.
El iconostasio, como se desprende de sus restos, era de mármol, con una puerta en el centro. Las otras losas de mármol fueron trasladadas por el metropolitano David al monasterio de Jruchi en la década de 1830. Las fachadas presentan una rica ornamentación en piedra. Destacan los tímpanos decorados de las puertas norte y oeste, así como los marcos de las ventanas, adornados con motivos entrelazados, y las columnitas de doble panel en las fachadas oeste y este. En la base de la columnata izquierda de la ventana oriental hay una inscripción, en la escritura medieval georgiana asomtavruli, que contiene un nombre abreviado del posible constructor de la iglesia.

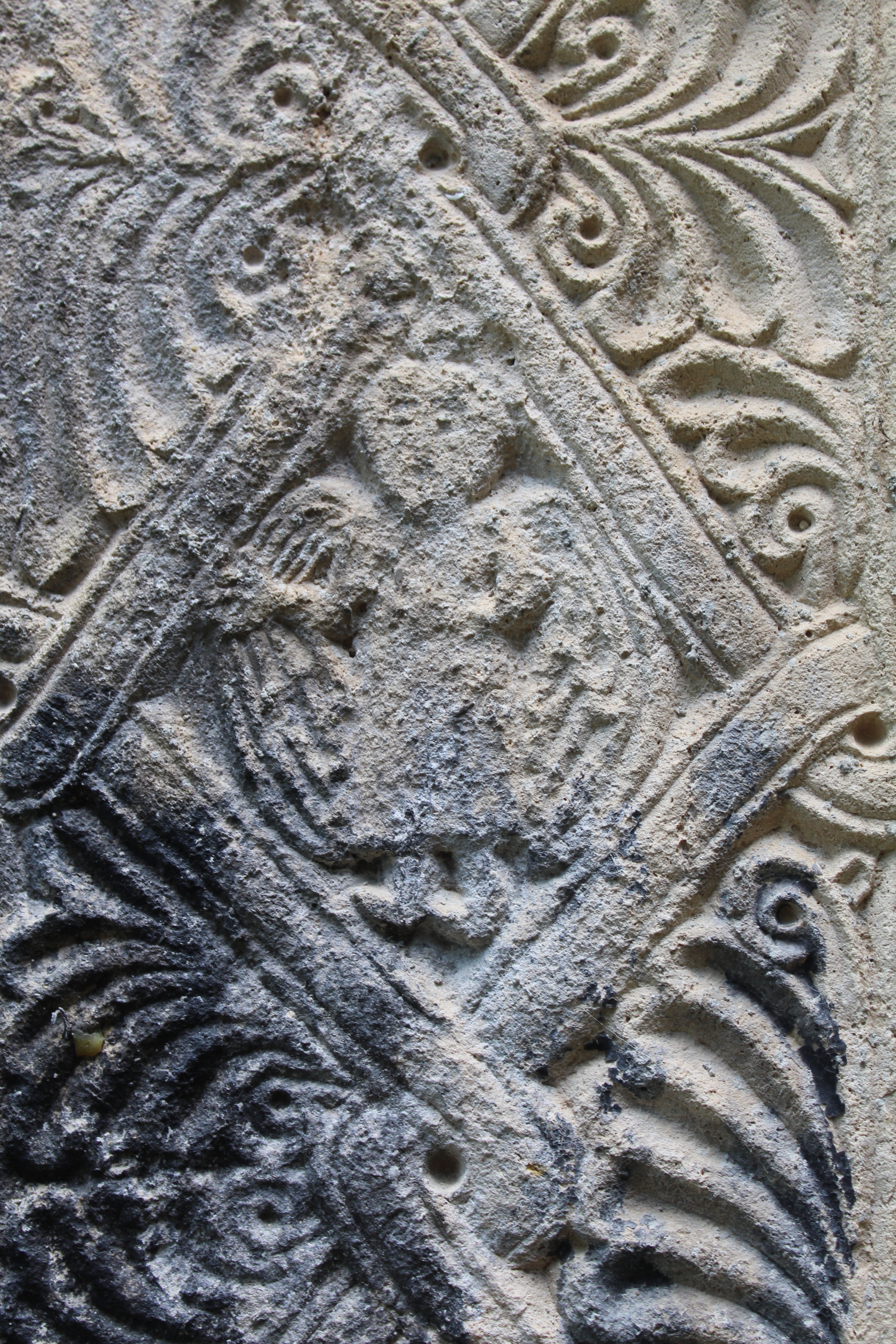
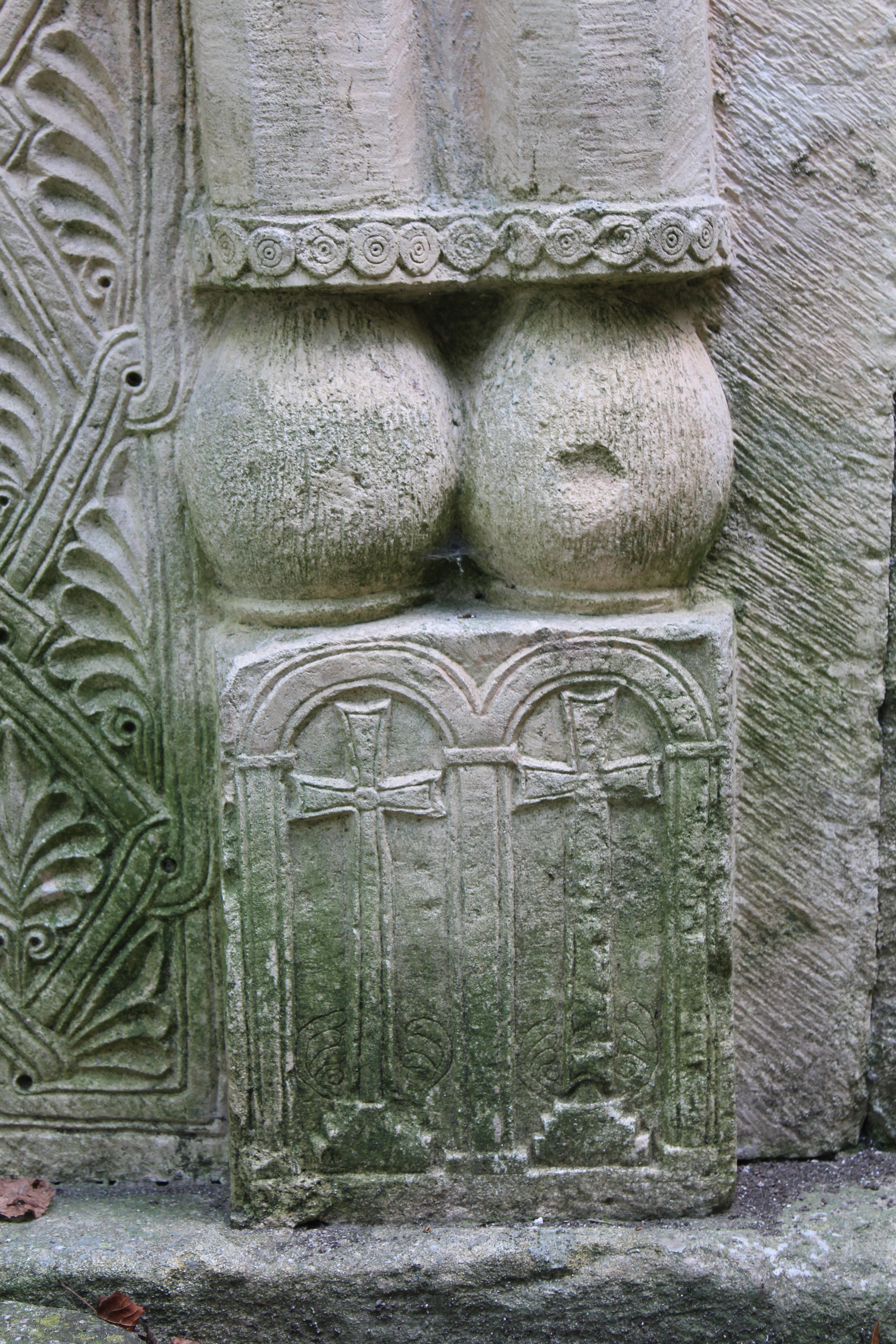
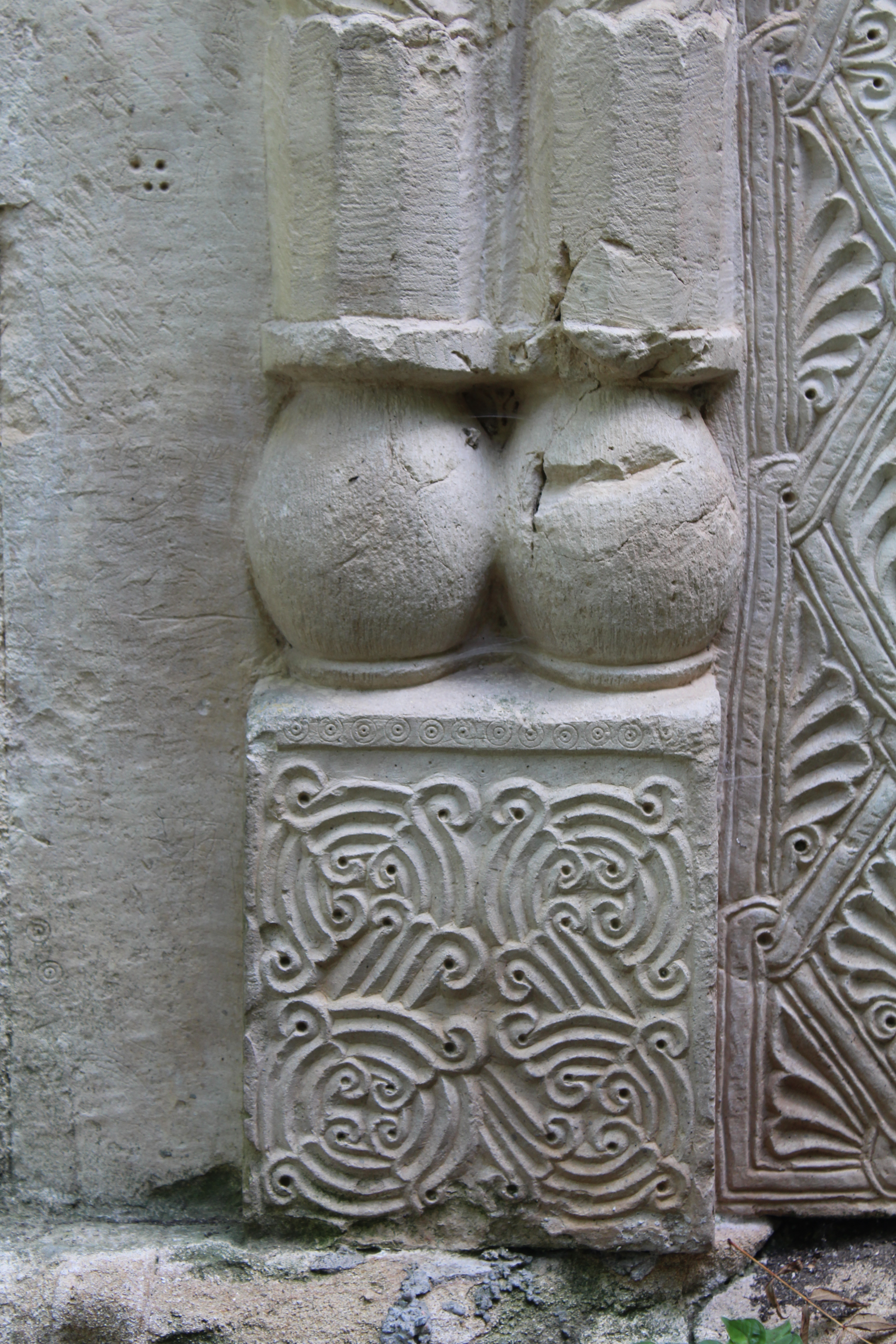
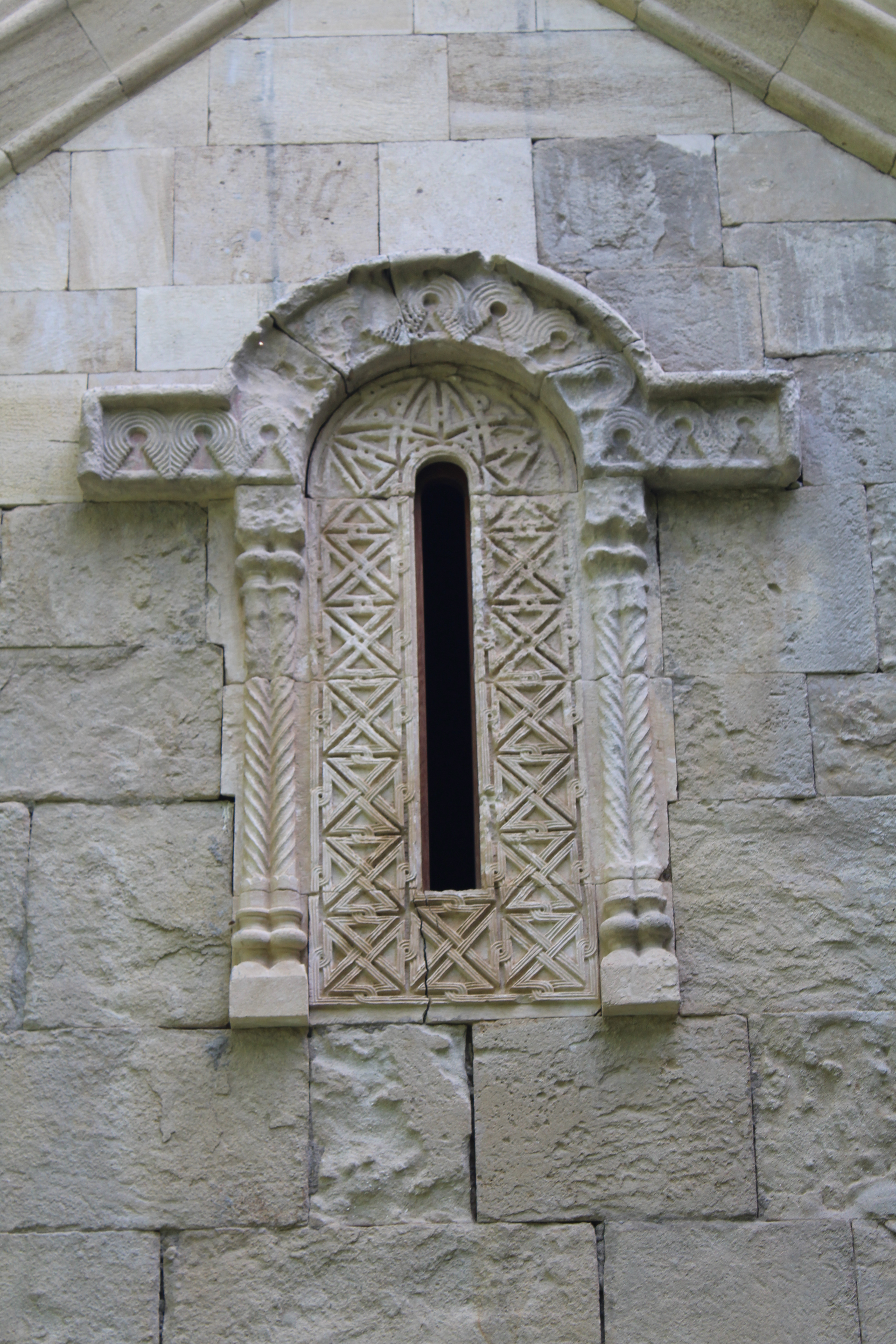